# Sunanda Devi
Der Sunanda Devi (Hindi सुनन्दा देवी Sunanda Devī, auch Nanda Devi Ost, नन्दा देवी पूर्व Nanda Devī Pūrv) ist ein 7434 m hoher Berg im Himalaya in Uttarakhand (Indien). 
Der Sunanda Devi befindet sich im östlichen Garhwal-Himalaya im Nanda-Devi-Biosphärenreservat. Er ist der Ostgipfel des 2,62 km weiter westlich gelegenen Nanda Devi (7816 m).
Die Erstbesteigung gelang am 2. Juli 1939 einer polnischen vierköpfigen Bergsteigergruppe (Jakub Bujak, Janusz Klarner, Adam Karpiński und Stefan Bernadzikiewicz) von Osten kommend über Longstaff’s Col und den Südgrat.